# مك كورتاين (أوكلاهوما)
مك كورتاين (بالإنجليزية: McCurtain, Oklahoma)‏ هي منطقة سكنية تقع في الولايات المتحدة في مقاطعة هاسكيل، أوكلاهوما. يقدر عدد سكانها بـ 516 نسمة ومساحتها 2.9 كم2 و وترتفع عن سطح البحر 177 متر.

## التركيبة السكانية
حدّد مكتب تعداد الولايات المتحدة بيانات التركيبة السكانية لمك كورتاين في تعداد الولايات المتحدة. في ما يلي، التركيبة السكانية حسب تعدادي 2000 و2010.

### تعداد عام 2000
بلغ عدد سكان مك كورتاين 466 نسمة بحسب تعداد عام 2000، وبلغ عدد الأسر 178 أسرة وعدد العائلات 123 عائلة مقيمة في البلدة. في حين سجلت الكثافة السكانية 161.2 نسمة لكل كيلومتر مربع (417.5/ميل2). وبلغ عدد الوحدات السكنية 213 وحدة بمتوسط كثافة قدره 73.7 لكل كيلومتر مربع (190.9/ميل2).
وتوزع التركيب العرقي للبلدة بنسبة 75.54% من البيض و16.74% من الأمريكيين الأصليين و1.29% من الأمريكيين ذوي الأصول الآسيوية و6.44% من عرقين مختلطين أو أكثر و1.29% من الهسبانيون أو اللاتينيون من أي عرق.
بلغ عدد الأسر 178 أسرة كانت نسبة 38.8% منها لديها أطفال تحت سن الثامنة عشر تعيش معهم، وبلغت نسبة الأزواج القاطنين مع بعضهم البعض 54.5% من أصل المجموع الكلي للأسر، ونسبة 11.8% من الأسر كان لديها معيلات من الإناث دون وجود شريك،  بينما كانت نسبة 2.8% من الأسر لديها معيلون من الذكور دون وجود شريكة وكانت نسبة 30.9% من غير العائلات. تألفت نسبة 29.8% من أصل جميع الأسر من عدة أفراد يعيشون في نفس المنزل ونسبة 17.4% كانت تتألف من شخص يعيش بمفرده يبلغ من العمر 65 عاماً أو أكثر. وبلغ متوسط حجم الأسرة المعيشية 2.62، أما متوسط حجم العائلات فبلغ 3.28.
بلغ العمر الوسطي للسكان 33.6 عاماً. وكانت نسبة 30.5% من القاطنين تحت سن الثامنة عشر، وكانت نسبة 9.2% بين الثامنة عشر والرابعة والعشرين عاماً، ونسبة 24.2% كانت واقعةً في الفئة العمرية ما بين الخامسة والعشرين والرابعة والأربعين عاماً، ونسبة 21.7% كانت ما بين الخامسة والأربعين والرابعة والستين، ونسبة 14.4% كانت ضمن فئة الخامسة والستين عاماً فما فوق. يوجد لكل 100 أنثى 95.8 ذكر، ويوجد لكل 100 أنثى في الثامنة عشر من عمرها فما فوق 97.6 ذكر.
بلغ متوسط دخل الأسرة في البلدة 22,188 دولارًا، أما متوسط دخل العائلة فبلغ 29,167 دولارًا. وكان متوسط دخل الذكور 29,167 دولارًا مقابل 15,833 دولارًا للإناث. وسجل دخل الفرد الخاص بالبلدة 11,410 دولارًا. وكانت نسبة 16.2% من العائلات ونسبة 22.5% من السكان تحت خط الفقر، وكان من هؤلاء نسبة 28.2% تحت سن الثامنة عشر ونسبة 25% في الخامسة والستين من العمر وما فوق.

### تعداد عام 2010
بلغ عدد سكان مك كورتاين 516 نسمة بحسب تعداد عام 2010، وبلغ عدد الأسر 195 أسرة وعدد العائلات 133 عائلة مقيمة في البلدة. في حين سجلت الكثافة السكانية 178.5 نسمة لكل كيلومتر مربع (462.3/ميل2). وبلغ عدد الوحدات السكنية 235 وحدة بمتوسط كثافة قدره 81.3 لكل كيلومتر مربع (210.6/ميل2).
وتوزع التركيب العرقي للبلدة بنسبة 68.99% من البيض و21.90% من الأمريكيين الأصليين و1.55% من الأمريكيين ذوي الأصول الآسيوية و1.36% من الأعراق الأخرى و6.20% من عرقين مختلطين أو أكثر و3.68% من الهسبانيون أو اللاتينيون من أي عرق.
بلغ عدد الأسر 195 أسرة كانت نسبة 39.5% منها لديها أطفال تحت سن الثامنة عشر تعيش معهم، وبلغت نسبة الأزواج القاطنين مع بعضهم البعض 53.3% من أصل المجموع الكلي للأسر، ونسبة 10.8% من الأسر كان لديها معيلات من الإناث دون وجود شريك،  بينما كانت نسبة 4.1% من الأسر لديها معيلون من الذكور دون وجود شريكة وكانت نسبة 31.8% من غير العائلات. تألفت نسبة 25.6% من أصل جميع الأسر من عدة أفراد يعيشون في نفس المنزل ونسبة 14.4% كانت تتألف من شخص يعيش بمفرده يبلغ من العمر 65 عاماً أو أكثر. وبلغ متوسط حجم الأسرة المعيشية 2.65، أما متوسط حجم العائلات فبلغ 3.25.
بلغ العمر الوسطي للسكان 34.2 عاماً. وكانت نسبة 26.9% من القاطنين تحت سن الثامنة عشر، وكانت نسبة 10.7% بين الثامنة عشر والرابعة والعشرين عاماً، ونسبة 27.9% كانت واقعةً في الفئة العمرية ما بين الخامسة والعشرين والرابعة والأربعين عاماً، ونسبة 23.4% كانت ما بين الخامسة والأربعين والرابعة والستين، ونسبة 11% كانت ضمن فئة الخامسة والستين عاماً فما فوق. وتوزع التركيب الجنسي للسكان بنسبة 47.3% ذكور و52.7% إناث.